# Ferdinand von Maltzan

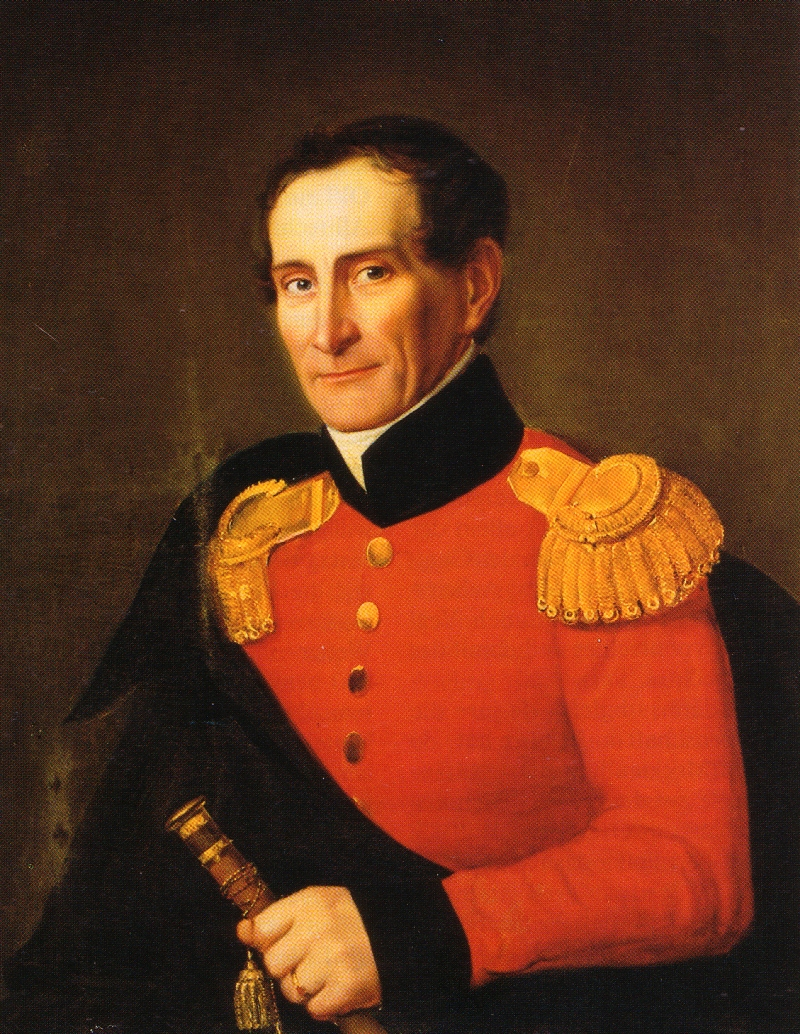
Ferdinand von Maltzan mit Marschallstab als Erblandmarschall in der Uniform der mecklenburgischen Landstände (um 1820)

Georg Ferdinand Friedrich von Maltzan, Reichsfreiherr zu Wartenberg und Penzlin (* 27. September 1778 in Werder, heute Ortsteil von Penzlin; † 5. Mai 1849 in Penzlin) war ein deutscher Rittergutsbesitzer und Erblandmarschall des Wendischen Kreises von Mecklenburg. Als erster in Mecklenburg hob er 1816 auf seinen Gütern die Leibeigenschaft auf.

## Leben und Wirken
Ferdinand von Maltzan (Nr. 652 der Geschlechtszählung) war der Sohn von Joseph (Christian Heinrich) von Maltzan (1735–1805) aus dessen zweiter Ehe mit Johanna (Katharine), geb. von Luckner (1753–1810), einer Tochter von Nikolaus von Luckner. Nach dem Besuch der von Johann Julius Hecker gegründeten Realschule in Berlin, dem Vorgänger des Friedrich-Wilhelms-Gymnasiums, erhielt er in Hamburg eine kaufmännische Ausbildung auf der Handelsakademie von Johann Georg Büsch. Ab 1797 widmete er sich der Landwirtschaft, zunächst auf Gut Peckatel. 1798/99 kümmerte er sich um die Bewirtschaftung des vom Vater neu erworbenen Schlossguts Wiazowna in Polen (7 km östlich von Otwock), bevor er 1800 in Genin seine Cousine Sophie von Moltke (1783–1834) heiratete, die Tochter des dänischen Etatsrates und letzten Domdechanten des Hochstifts Lübeck Friedrich Ludwig von Moltke (1745–1824) und seiner Frau Agnes (1759–1847), geb. von Luckner.
Nach dem Tod seines Vaters 1805 erhielt Ferdinand von Maltzan infolge eines Erbvergleichs mit seinen beiden Brüdern Friedrich und Adolph die Güter Penzlin, Werder, Bauhof und Neuhof, Krukow, Mallin, Rehse und Wustrow, aus denen er ein Familienfideikommiss stiftete. Penzlin galt als eines der Hauptgüter des großen Adelsgeschlechts, nicht nur weil es auch Namensgeber einer Familienlinie war.
Maltzan nahm an der Spitze des Penzliner Landsturm-Bataillons an den Befreiungskriegen teil. Die geplante Aufhängung der Fahne des Landsturm-Bataillons von 1813 in der Penzliner Marienkirche nahm er 1816 zum Anlass, ein 1813 gegebenes Versprechen einzulösen und sich vom Großherzog Friedrich Franz I. von Mecklenburg-Schwerin die Aufhebung der Leibeigenschaft auf seinen Gütern concedieren zu lassen, was auch geschah, jedoch mit Vorbehalt aller gegenseitigen Rechte und Verpflichtungen, besonders in Ansehung der Bauerngehöfte, insofern selbige nicht bloß in der bisherigen persönlichen Leibeigenschaft beruhen. Die entsprechende Verfügung wurde am 18. August durch Präpositus Eberhard von der Kanzel verkündet. Mit diesem Schritt blieb Maltzan jedoch zunächst allein und seiner Zeit in Mecklenburg weit voraus; erst 1820 wurde die Leibeigenschaft für das großherzogliche Domanium abgeschafft, auf den ritterschaftlichen Gütern hielt sie sich teilweise noch bis 1863.
1815 (nach anderen Quellen 1822) wurde Maltzan als Erblandmarschall des wendischen Kreises von Mecklenburg vereidigt und war bis zu seinem Tod Inhaber dieser in seiner Familie erblichen Würde und damit einer der ranghöchsten Würdenträger im altmecklenburgischen Gesamtstaat.

## Familie
Ferdinand von Maltzan war zweimal verheiratet und hatte aus beiden Ehen 20 Kinder. Er gilt als Stammvater des Zweigs Penzlin seines Geschlechts.
Er heiratete am 14. Februar 1800 in der St-Georgs-Kirche von Genin (bei Lübeck) Sophie von Moltke (1783–1834), eine Tochter des Friedrich Ludwig von Moltke. Das Paar hatte 7 Töchter und 6 Söhne, darunter:
- Josephine (* 1. Januar 1801)
- Ludwig (Heinrich Otto Karl; gen. Lutz) (* 27. Januar 1803; † 6. Juni 1831)
- Friedrich (Wilhelm Julius) (* 25. September 1804; † 25. September 1869) ⚭ Elisabeth von Steinfeldt (* 10. Oktober 1809; † 14. Oktober 1862)
- Adolf (* 15. Oktober 1805; † 14. November 1834) ⚭ Sophie von Maltzan aus dem Haus Sarow (* 19. Februar 1805; † 10. August 1857)
- Ferdinand (* 24. Oktober 1806; † 6. August 1890) ⚭ Luise von Below (* 15. Oktober 1819; † 6. August 1880)
- Friedrich Ernst Karl Bernhard (1812–1813)
- Ludwig Karl Georg (* 16. Oktober 1813; † 25. Oktober 1838)
- Gebhardine Amalie Henriette Karoline Ernestine Sophie (* 25. Mai 1817; † 10. Juli 1880) ⚭ Ferdinand August von Langermann und Erlencamp (* 25. Februar 1814; † 26. Juni 1879), Generalmajor

Nach dem Tod seiner ersten Frau heiratete er am 18. Dezember 1835 in Penzlin Luise Dorothea von der Lancken (* 28. Oktober 1806; † 7. Januar 1885). Das Paar hatte weitere 3 Töchter und 2 Söhne, darunter:
- Betty (* 18. Juni 1837) ⚭ Dr. Phil. Robert Chalyhäus[4]
- Auguste (* 7. August 1840)
- Cordula (* 25. September 1842)
- Johannes Rudolf Friedrich Ferdinand (* 9. April 1845; † 30. Mai 1927)[5]
- Georg Karl Ignatz Bernhard (* 2. Juni 1849; † 28. August 1859)

## Denkmal

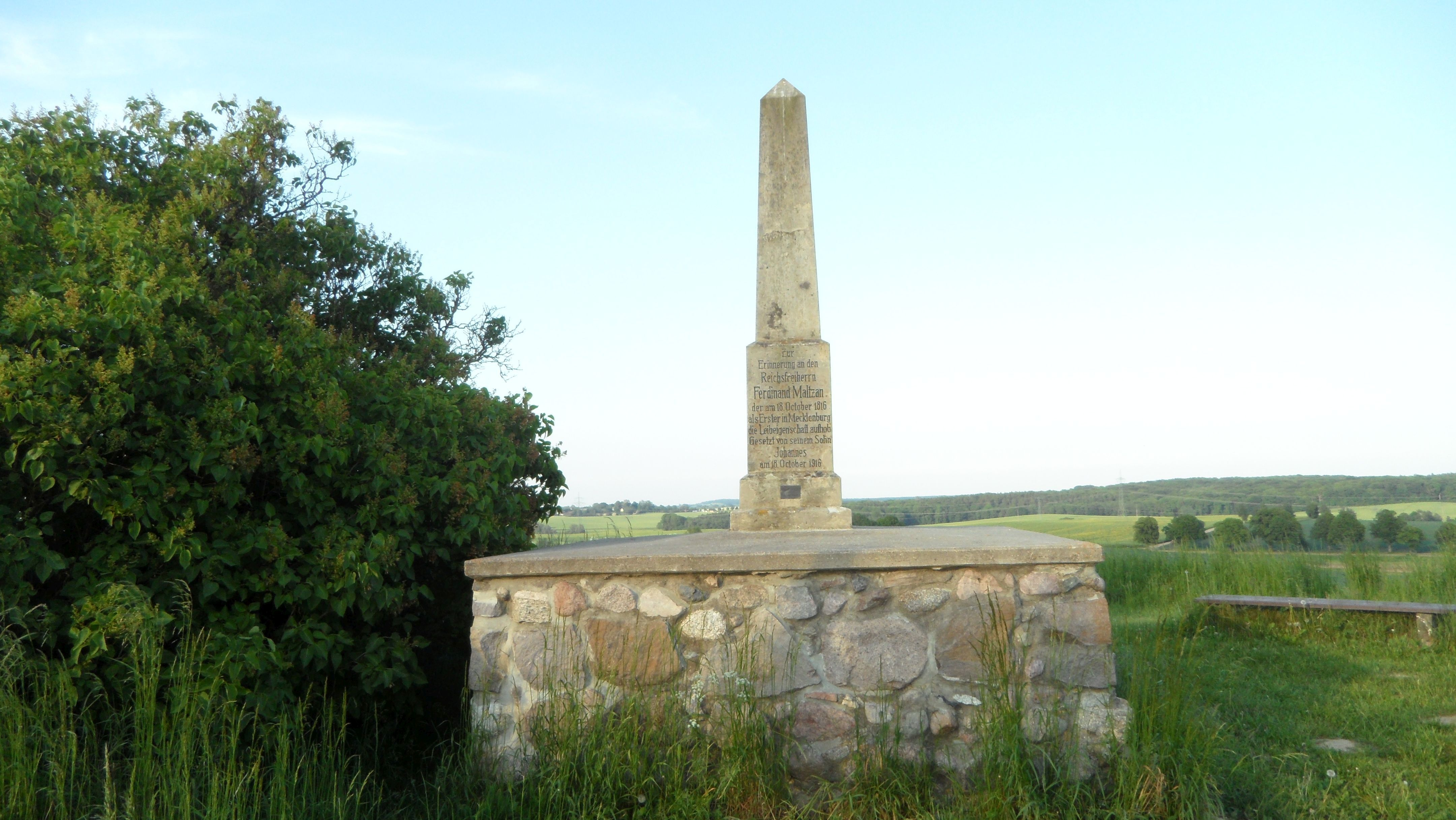
Gedenkstein (2014)

Zur Erinnerung an Ferdinand von Maltzan errichtete sein Sohn, Erblandmarschall Johannes von Maltzan (1845–1927), zum einhundertsten Jahrestag der Verkündung der Aufhebung der Leibeigenschaft am 18. Oktober 1916 ein Denkmal in Form eines Obelisken auf dem Galgenberg bei Neuhof, das bis heute erhalten ist.